# Kultura mustierska
Kultura mustierska – jedna z kultur archeologicznych środkowego paleolitu występujących na terenie Europy, także w Polsce. Nazwa pochodzi od miejscowości Le Moustier w departamencie Dordogne (Francja).

## Geneza, chronologia, zanik
Kompleks jednostek kulturowych rozwijających się w okresie trwania środkowego paleolitu. Nazwa tego kompleksu pochodzi od eponimicznego stanowiska Le Moustier dep. Dordogne we Francji. Przemysł mustierski charakteryzuje się narzędziami wykonywanymi na odłupkach przy zastosowaniu technologii mustierskiej bądź lewaluaskiej. Kultura ta rozwijała się od ok. 300-200 tys. lat temu do ok. 40 tys. lat temu. Za twórcę tej kultury uznaje się człowieka neandertalskiego. Tradycja mikocka na terenie Półwyspu Iberyjskiego oraz terenów Chorwacji przetrwała do czasów późniejszych niż 30 tys. lat temu.

## Klasyfikacja kompleksów mustierskich
Kultury zaliczane do kompleksu mustierskiego w Europie Zachodniej zostały sklasyfikowane ze względu na obecność i częstotliwość różnych typów narzędzi, np. zgrzebeł, narzędzi zębatych, na kilka grup:

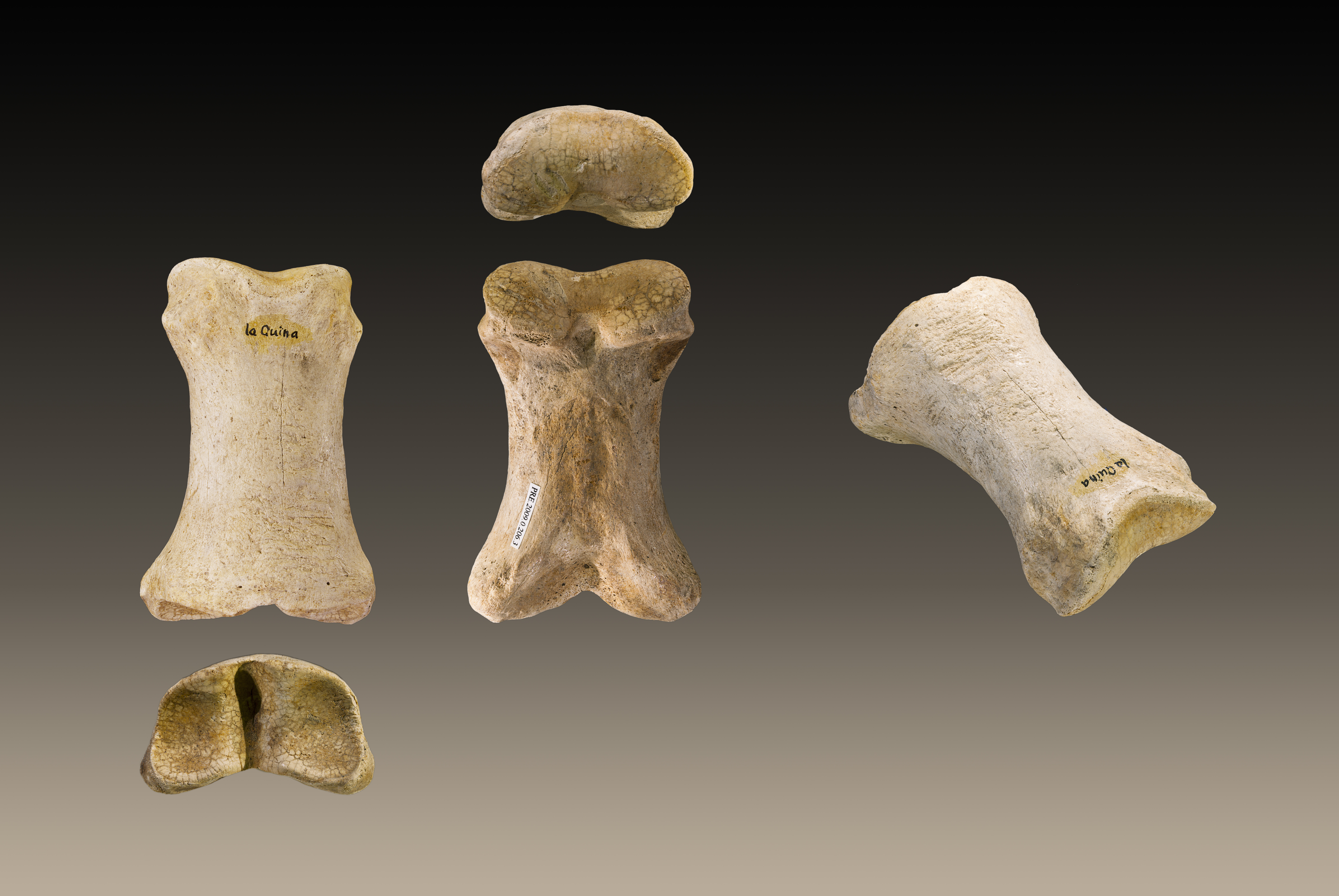
Kościane wyroby kultury mustierskiej ze stanowiska La Quina we Francji

1. przemysł szarencki (też kultura szarencka) – początek zjawisk kulturowych określanych jako przemysł szarencki wiąże się z datą ok. 170 tys. lat temu. Ze względu na specyficzne cechy typologiczne oraz technikę otrzymywania półsurowca w przemyśle szarenckim wydzielono dwa warianty:
  - La Ferrassie – nazwa tej odmiany pochodzi od stanowiska La Ferrassie dep. Dordogne, facja znana jest z terenów północnej części Francji – stanowisko Biache-Saint-Vaast, Nadrenii – stanowisko Rheindalen, a także Turyngii – stanowisko Ehringsdorf. Przemysł kamienny tej facji charakteryzuje się techniką lewaluaską oraz przewagą zgrzebeł nad wszystkimi innymi typami narzędzi.
  - La Quina – nazwa tego wariantu kultury szarenckiej pochodzi od stanowiska La Quina dep. Charente. Cechą charakterystyczną tego wariantu jest obecność dużej liczby zgrzebeł, brak natomiast śladów użytkowania techniki lewaluaskiej. Zespoły takich narzędzi spotykane są w zachodniej części Europy, m.in. stanowiska Tares i La Chalse (południowo-zachodnia Francja), stanowisko Bolomor – południowa Hiszpania, a także w Czechach – stanowisko Becov koło Pragi.
2. klasyczny mustierien – obejmuje okres od ok. 120 do 30 tys. lat temu. Zespół zjawisk utożsamianych jako klasyczny mustierien obejmuje swym zasięgiem Półwysep Iberyjski – jaskinia Lezetxiki, jaskinie Morín, Axlor. Na stanowiskach tych poświadczone są przypadki intensyfikacji facji z narzędziami zębatymi i mustierienu typowego. Obecność klasycznego mustierienu na terenie Francji poświadczone jest na stanowiskach Le Moustier i nawisów Combe Grenal.
3. mustierien z tradycją aszelską – charakterystycznym elementem tego przemysłu jest obecność pięściaków o kształcie sercowatym, cienkich i przeważnie o małych rozmiarach, oraz drapaczy. Formacja ta znana jest z terenów południowej i północnej Francji, jak i z obszarów Półwyspu Iberyjskiego, Bretanii; stanowisko – Kervouster.
4. kultura mustierska typowa – charakteryzuje się średnim występowaniem zgrzebeł z retuszem zwykłym, niewielką liczbą narzędzi zębatych, brakiem tylców oraz pięściaków. Mustierien typowy znany jest z jaskini Vaufreya dep. Dordogne oraz stanowiska Maastricht-Belbedere w Holandii.

## Mustierien we wschodniej części Europy
Tradycja ta nawiązuje do mustierienu typowego z technologią lewaluaską, określana jako mustierien wschodniokrymski. Stanowiska, na których poświadczona jest obecność wschodniej odmiany mustierenu, znane są głównie z obszarów Ukrainy – m.in. Korołewo, Bugłow, datowane na ok. 140 tys. lat temu, a także z terenów Mołdawii.
Specyfiką mustierenu wschodniokrymskiego było wykorzystywanie kości mamutów jako głównego budulca, z którego wykonywano różnego rodzaju osłony od wiatru i zabezpieczeń przed różnego rodzaju drapieżnikami, podobne konstrukcje odkryto na stanowisku Mołodowa I Ukraina) oraz z terenów Rumunii, stanowisko Ripiceni-Izvor.
Jednym z najcenniejszych stanowisk kultury mustierskiej w Europie środkowo-wschodniej są Bojnice na Słowacji. W rejonie zamku bojnickiego i w pobliskiej Jaskini Prepoštskiej znaleziono szereg śladów pobytu człowieka neandertalskiego sprzed 120-60 tys. lat. We wspomnianej jaskini odkryto aż 11 warstw osadniczych z bogatymi znaleziskami kamiennych narzędzi.

## Rodzaje stanowisk mustierskich
Stanowiska mustierskie można podzielić na pięć typów:
1. obozowiska podstawowe, np. stanowisko Ariendorf,
2. obozowiska łowieckie – charakteryzujące się dużą liczbą kości jednego gatunku, np. stanowisko Wallertheim,
3. miejsca zabijania zwierząt – charakteryzujące się obecnością dużej liczby artefaktów, głównie broni łowieckiej, np. stanowisko Neumark Nord,
4. stanowiska wielokrotnie zasiedlane – są to głównie stanowiska jaskiniowe, na których poświadczona jest obecność kości i ślady ognisk, np. stanowisko Rheidndlen,
5. pracownie obróbki kamienia.